# Beekpolder
Het waterschap De Beekpolder was een waterschap in de gemeenten Voorhout, Sassenheim en Lisse, in de Nederlandse provincie Zuid-Holland.
Het waterschap was verantwoordelijk voor de vervening, drooglegging en later de waterhuishouding in de polder.